# Chun-Li (canción)
«Chun-Li» es una canción de la rapera trinitense Nicki Minaj, lanzada el 12 de abril de 2018 como el sencillo principal del álbum Queen , a través de los sellos discográficos Young Money Entertainment y Cash Money Records. Fue lanzado junto con otro sencillo titulado Barbie Tingz. La canción toma el nombre de Chun-Li, personaje  de la saga Street Fighter, una franquicia de videojuegos que siempre se ha ligado con el hip-hop.

## Antecedentes
El 10 de abril de 2018, Nicki Minaj anunció en Instagram que lanzará dos nuevas canciones: "Barbie Tingz" y "Chun -Li "el 12 de abril, y también publicó las portadas de los respectivos sencillos. El lanzamiento de las canciones llegó al décimo aniversario del segundo mixtape de Minaj, Sucka Free (2008). El 30 de mayo, Minaj publicó un video que muestra la creación de la canción, en una vista previa de su próximo documental titulado The Making of Queen.

## Recepción crítica
Bianca Gracie de Billboard dijo: "Minaj suena arrogante de la mejor manera [...] que resucita a su alter ego Nicki the Ninja al asesinar el ritmo impulsado por el claxon con su juego de palabras lírico, cambiando acentos con facilidad". Jon Caramanica de The New York Times, dijo que "estos son récords de entrenamiento, sueltos, belicosos, un poco incentrados [...]" Chun-Li "con la autoridad de mediados de los 90. Como es la norma, la Sra. Minaj apunta a disparar a antagonistas sin nombre, pero en el pasado, esa fanfarrona se sentía verdaderamente sin objetivo. Pero ahora, por primera vez desde el comienzo de su carrera, hay alguien que podría replicar y ganar".

## Vídeo musical

### Vídeo Vertical
El 13 de abril de 2018, Nicki Minaj publicó un vídeo en formato vertical de Chun-Li. En el vídeo, Minaj recita las letras de "Chun-Li" mientras se movía en un sofá. La misma Minaj filmó el vídeo mientras sostenía el teléfono verticalmente. La rapera cede el control de su teléfono por un par de disparos en la pista que se intercalan en el metraje de selfie. Actualmente, el vídeo cuenta con casi 30 millones de reproducciones.

### Vídeo Musical
Antes del lanzamiento del vídeo oficial, se subió un teaser de 1 minuto y 57 segundos a la cuenta oficial de Minaj en YouTube, el día 26 de abril de 2018. El teaser actualmente cuenta con más de 3 millones de reproducciones.
El vídeo oficial de la canción se subió el 4 de mayo de 2018, fue dirigido por Steven Klein. En el vídeo se muestra una configuración futurista, Minaj cruza la ciudad, sacando a sus enemigos en el proceso. Actualmente, el vídeo cuenta con más de 154 millones de reproducciones.

## Recepción comercial
En Estados Unidos, «Chun-Li» debutó en la posición número 92 del Billboard Hot 100 con 20,000 copias vendidas, 3,5 millones de streams y más de 8,5 millones de audiencia en radio, con solo un día de seguimiento y cuatro días de emisión radial. En su segunda semana en la lista (esta fue su primera semana completa de seguimiento) subió hasta la posición número 10, gracias a sus 38,000 copias vendidas y 22,1 millones de streams, este fue el salto más grande de la lista, desde que Katy Perry con Roar subió de la posición 85 a la 2 en 2013. «Chun-Li» se convirtió en el cuarto Top Ten de Nicki Minaj como un acto solista y su primero desde «Anaconda» en 2014, su sexto Top Ten como artista principal y su decimosexto Top Ten en general. En su tercera y cuarta semana, la canción se encontró en las posiciones números 48 y 50, respectivamente. En su quinta semana en la lista, la canción volvió al Top 20, exactamente en la posición número 19, siendo el salto más grande de streaming durante esa semana. La canción estuvo 16 semanas en el Billboard Hot 100. Y fue la única canción por un acto femenino solista de hip-hop en alcanzar el Top Ten.
El 30 de julio de 2018, la RIAA le otorga la certificación Platino a «Chun-Li» por sus ventas de más de un millón de unidades.
En otros países, «Chun-Li» alcanzó el Top 20 en Canadá (además de una certificación Oro) y el Top 30 en Reino Unido, Francia y Escocia.

## Premios y nominaciones
| Año  | Premiación             | Categoría              | Resultado | Ref.   |
| ---- | ---------------------- | ---------------------- | --------- | ------ |
| 2018 | MTV Video Music Awards | Mejor Video de Hip-Hop | Ganador   | [ 27 ] |

## Posicionamiento en listas

### Gráficos semanales
| País           | Lista                   | Mejor posición | Ref.   |
| 2018           | 2018                    | 2018           | 2018   |
| -------------- | ----------------------- | -------------- | ------ |
| Australia      | ARIA                    | #54            | [ 28 ] |
| Canadá         | Canadian Hot 100        | #18            | [ 29 ] |
| Estados Unidos | Billboard Hot 100       | #10            | [ 30 ] |
| Estados Unidos | Digital Songs Sales     | #4             | [ 31 ] |
| Estados Unidos | Streaming Songs         | #13            | [ 32 ] |
| Estados Unidos | Radio Songs             | #42            | [ 33 ] |
| Estados Unidos | Hot R&B/Hip-Hop Songs   | #7             | [ 34 ] |
| Estados Unidos | Hot Rap Songs           | #6             | [ 35 ] |
| Estados Unidos | Rhythmic Songs          | #7             | [ 36 ] |
| Escocia        | Official Charts Company | #23            | [ 37 ] |
| Francia        | SNEP                    | #30            | [ 38 ] |
| Irlanda        | IRMA                    | #65            | [ 39 ] |
| Portugal       | AFP                     | #100           | [ 40 ] |
| Reino Unido    | UK Singles Chart        | #26            | [ 41 ] |
| Suecia         | Sverigetopplistan       | #34            | [ 42 ] |
| Suiza          | Schweizer Hitparade     | #99            | [ 43 ] |

## Certificaciones
| País           | Organismo certificador | Certificación | Ventas certificadas | Ref.   |
| -------------- | ---------------------- | ------------- | ------------------- | ------ |
| Australia      | (ARIA)                 | Platino       | 70 000              | [ 44 ] |
| Canadá         | (MC)                   | Oro           | 40 000              | [ 45 ] |
| Estados Unidos | (RIAA)                 | 2x Platino    | 2 000               | [ 46 ] |
| Reino Unido    | (BPI)                  | Plata         | 200 000             | [ 47 ] |

## Crédito y personal
Créditos adaptados de TIDAL.
- Nicki Minaj - voz, coproductor, compositor
- Jeremy Reid - compositor
- J. Reid - productor
- Aubry "Big Juice" Delaine - mezclador, ingeniero de grabación
- Laura Bates - ingeniero asistente de grabación, mezclador auxiliar
- Iván Jiménez - ingeniero asistente de grabación

## Historial de lanzamiento
| Región         | Fecha               | Formato                     | Etiquetas                                    | Ref.         |
| -------------- | ------------------- | --------------------------- | -------------------------------------------- | ------------ |
| Todo el Mundo  | 12 de abril de 2018 | Descarga digital            | Young Money Entertainment Cash Money Records | [ 49 ] [ 1 ] |
| Estados Unidos | 12 de abril de 2018 | Radio rítmica contemporánea | Young Money Entertainment Cash Money Records | [ 50 ]       |